# Guilde des universités européennes de recherche
La Guilde des universités européennes de recherche ou en anglais, The Guild of European Research-Intensive Universities (The Guild) est un réseau universitaire européen fondé en 2016,. Il est actuellement composé de 21 universités pluridisciplinaires qui revendiquent une forte activité de recherche.
L'un des objectifs de la Guilde est de promouvoir des positions communes sur la formation universitaire et la recherche, notamment auprès des grandes institutions. Début 2018, La Guilde a par exemple produit des documents de référence et de positionnement dans le cadre de la réflexion sur le FP9, le prochain programme cadre européen en matière de recherche.

## Membres
Le groupe comprend les universités suivantes :
- Allemagne
  - Université de Tübingen
  - Université de Göttingen
- Autriche
  - Université de Vienne
- Belgique
  - Université de Gand
  - UCLouvain
- Danemark
  - Université d'Aarhus
- Espagne
  - Université Pompeu Fabra
- Estonie
  - Université de Tartu
- France
  - Université Paris-Cité
  - Université Paris Sciences et Lettres (PSL)
- Italie
  - Université de Bologne
- Norvège
  - Université d'Oslo
- Pays-Bas
  - Université de Groningue
  - Université Radboud de Nimègue
- Pologne
  - Université Jagellonne, Cracovie
- Roumanie
  - Université Babeș-Bolyai
- Royaume-Uni
  - Université de Glasgow
  - King's College de Londres
  - Université de Warwick
- Slovénie
  - Université de Ljubljana
- Suède
  - Université d'Uppsala
- Suisse
  - Université de Berne